# Меццалуна

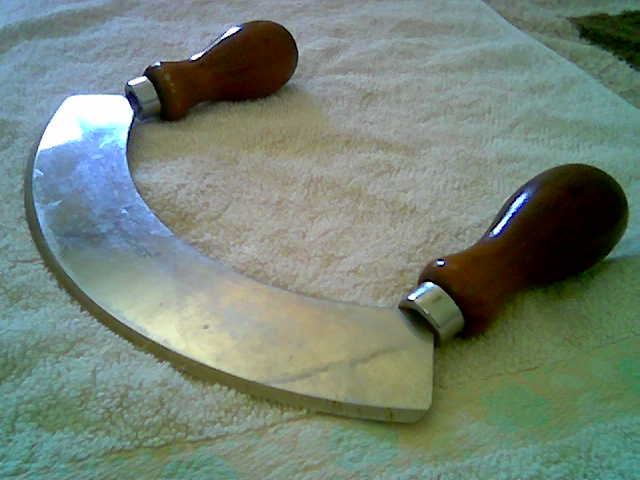
Меццалуна с одним лезвием

Меццалу́на (итал. mezzaluna, МФА (итал.): [ˌmɛddzaˈluːna]) — нож, состоящий из одного или более изогнутых лезвий с ручкой на каждом конце, измельчение ингредиентов которым происходит за счёт покачивания им. Обычно такой вид ножа имеет только одно лезвие, но существуют разновидности с двумя и тремя лезвиями.

## Название
Название mezzaluna в переводе с итальянского означает «половина луны» или «полумесяц» из-за формы своего лезвия. За пределами Италии встречается как в своём оригинальном названии, так и под названиями «нож для рубки», «качалка», «нож для зелени», «чоппер».

## Назначение
Обычно меццалуна применяется для измельчения трав или чеснока, но может быть использована также для рубки других продуктов, например, сыра и мяса. Очень большие однолезвийные версии ножа иногда используются для разделки пиццы. Обычное использование в Италии включает приготовление с помощью этого ножа соффито, песто и других ингредиентов.

### Разделочная доска
Меццалуна может продаваться вместе со специальной разделочной доской с углублением.

## Разновидности

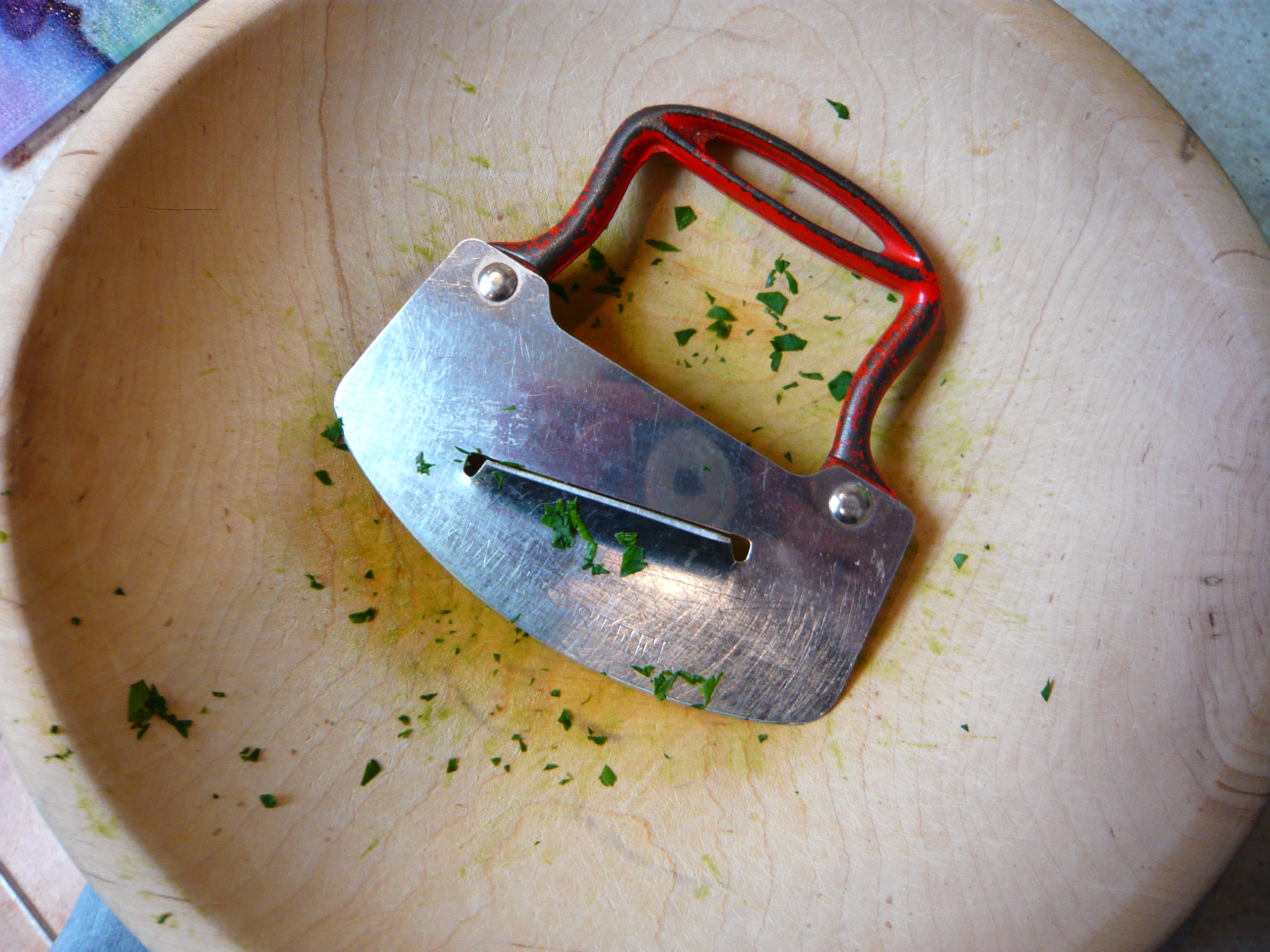
Меццалуна-мини с одним лезвием
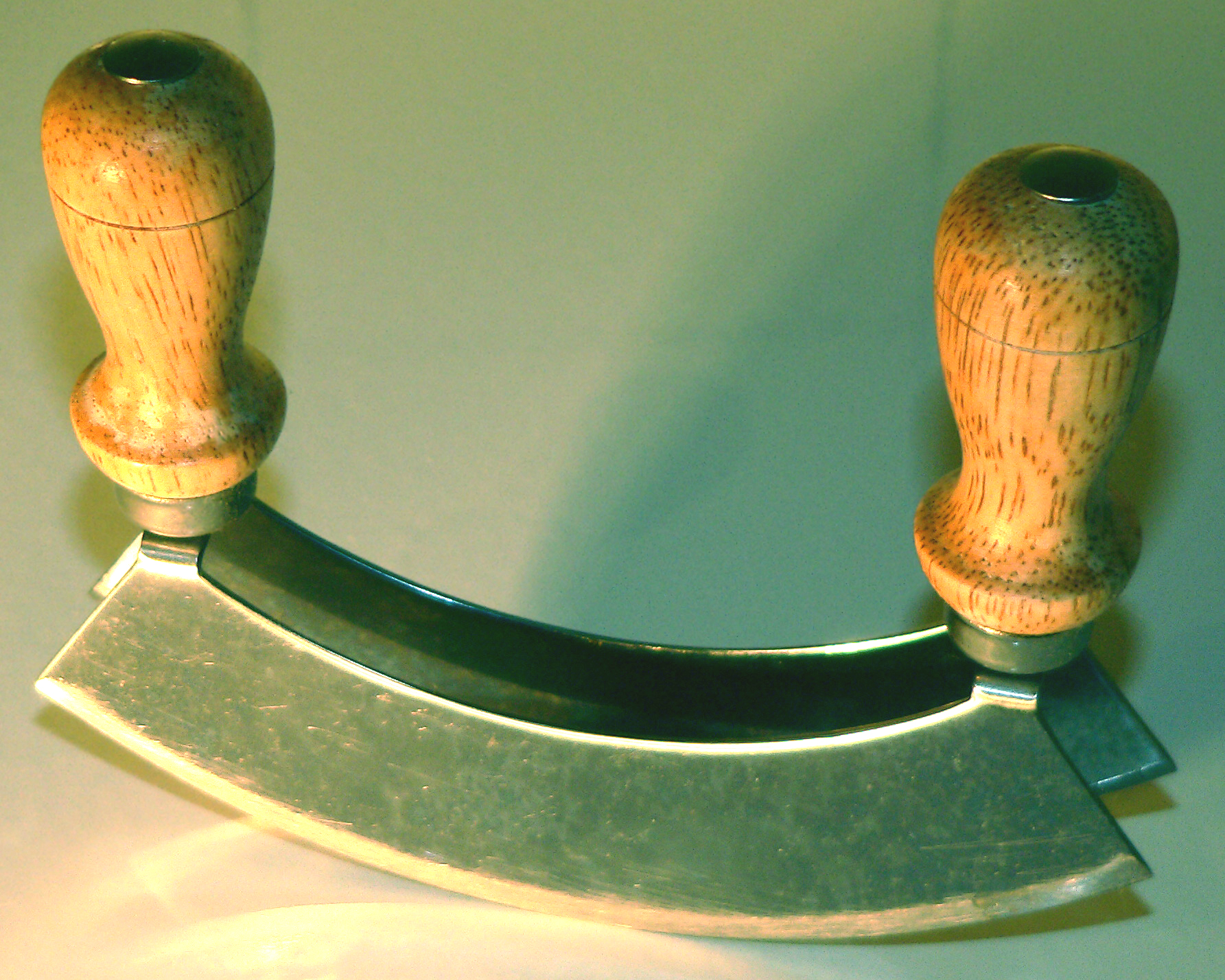
Меццалуна с двумя лезвиями
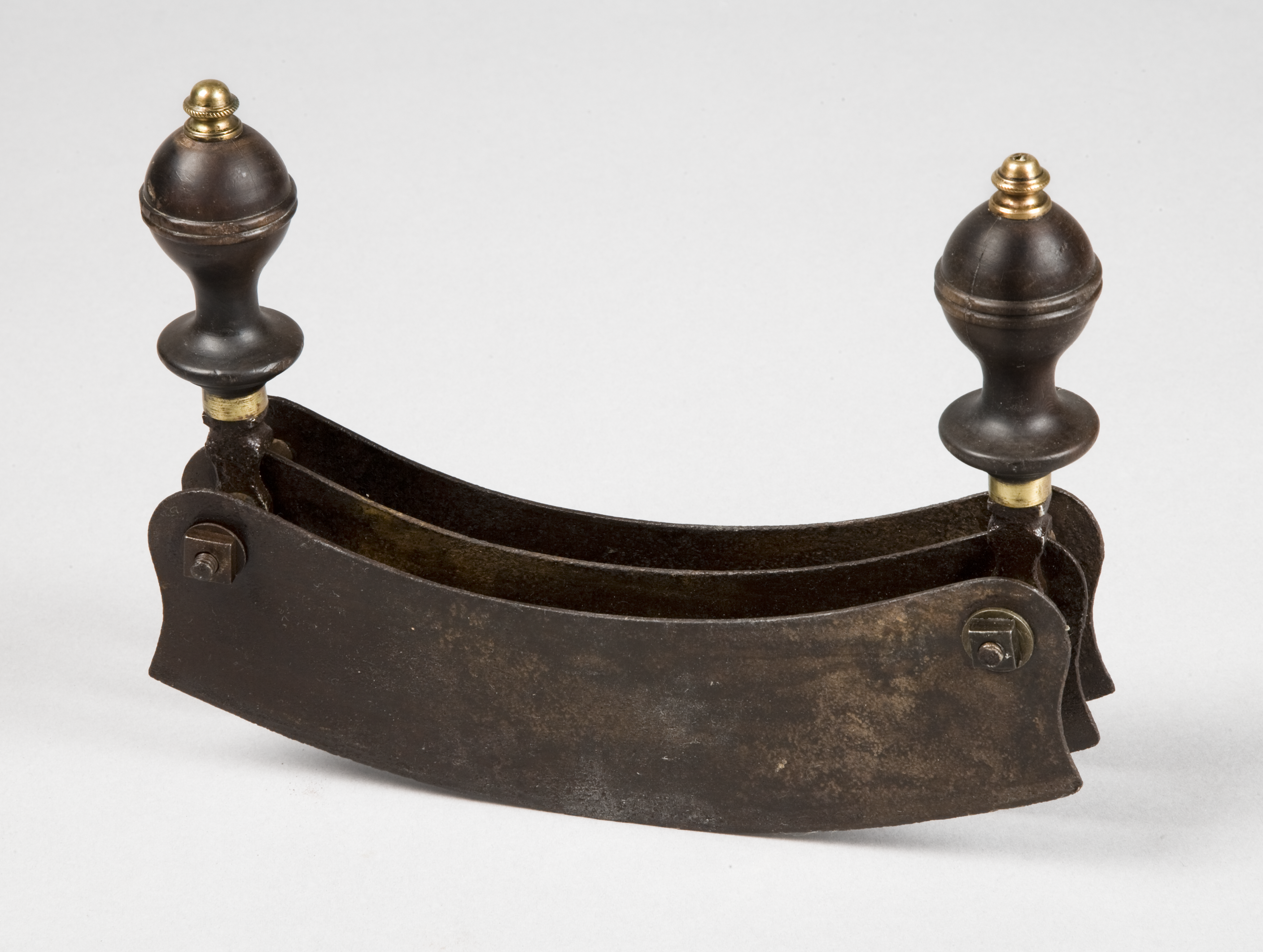
Меццалуна с тремя лезвиями
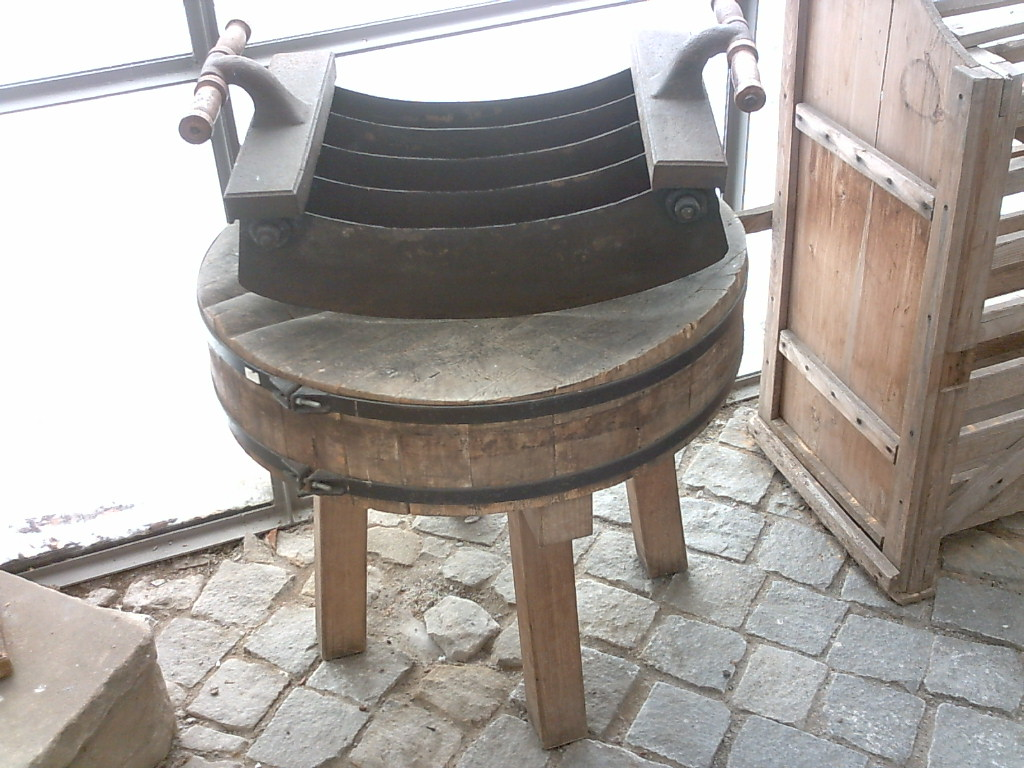
Меццалуна с пятью лезвиями
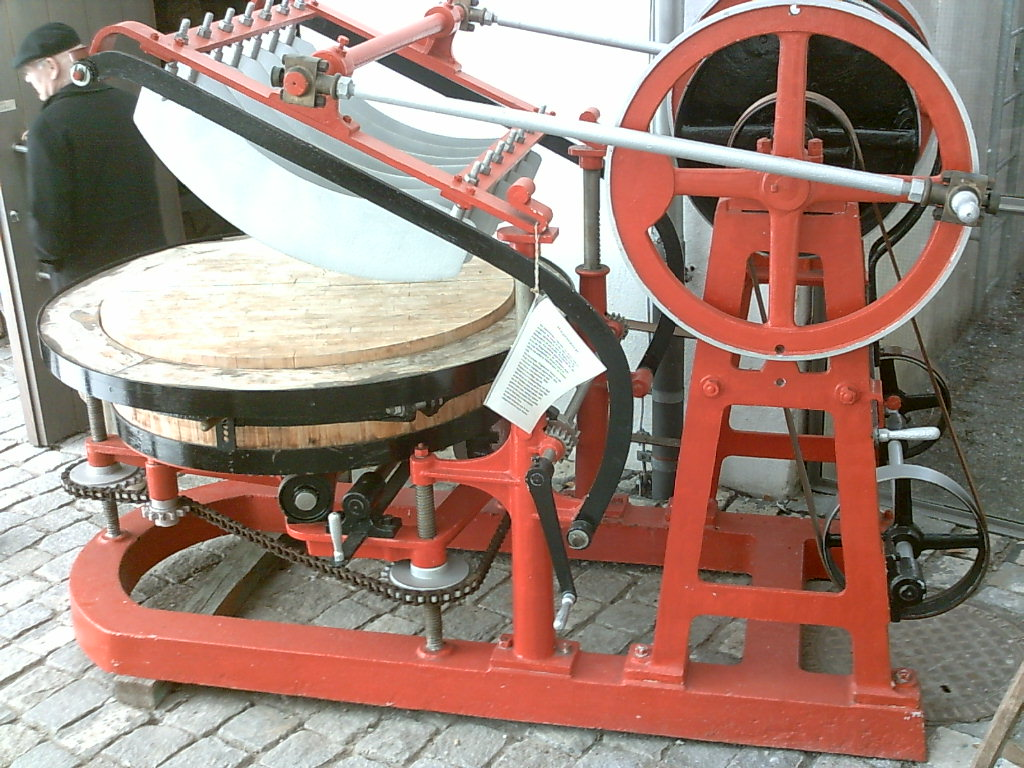
Механизированная меццалуна